# شيلدون إتش هاريس
شيلدون إتش هاريس (بالإنجليزية: Sheldon H. Harris)‏ هو مؤرخ أمريكي، ولد في 22 أغسطس 1928 في بروكلين في الولايات المتحدة، وتوفي في 31 أغسطس 2002.